# مدارگرد مشتری اروپا
مدارگرد مشتری اروپا (به انگلیسی: Jupiter Europa Orbiter)، بخشی از «مأموریت سامانهٔ مشتری اروپا - لاپلاس»؛ به اختصار (EJSM / لاپلاس) بود. مدارگرد مشتری اروپا (JEO) یک کاوشگر مدارگرد پیشنهادی بود که برای راه‌اندازی در سال ۲۰۲۰ طراحی شده و برای بررسی دقیق قمرهای؛ اروپا و آیو، و نیز مَگنِتوسفِر مشتری برنامه‌ریزی شده بود. هدف اصلی مدارگرد مشتری اروپا یافتن نشانه‌هایی از وجود احتمالی یک اقیانوس زیرزمینی بوده‌است.
در ماه ژوئن ۲۰۱۵، یک مأموریت کم‌هزینه‌تر، «مأموریت چند پرواز اروپا (اروپا کلیپر Clipper Europa)» توسط ناسا تأیید شد و وارد مرحله تدوین فرمول‌بندی شد.